# Delomerista strandi
Delomerista strandi là một loài tò vò trong họ Ichneumonidae.